# Liste des évêques de Plaisance (Italie)
Le diocèse de Plaisance est un diocèse catholique en Italie avec siège à Plaisance. Il existe depuis le IVe siècle. En 1582 le diocèse devient suffragant de l'archidiocèse de Bologne. Plus tard il dépend directement du Saint-Siège. En 1980 il est uni avec le diocèse de Bobbio-San Colombano. Le diocèse est maintenant un suffragant de l'archidiocèse de Modène-Nonantola.

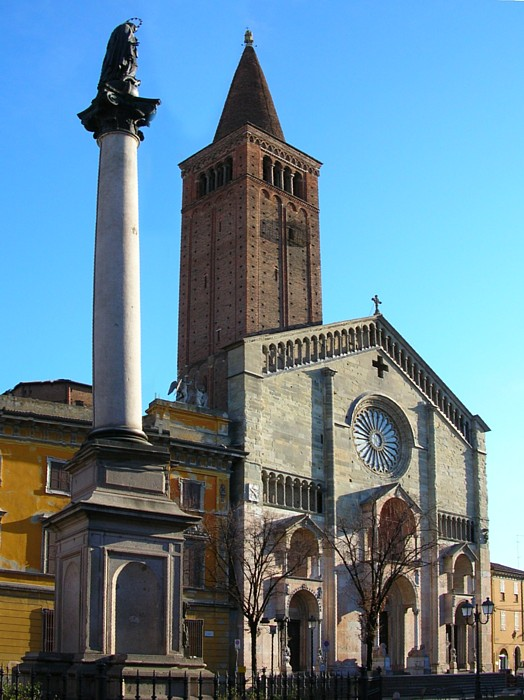
Façade romane de la cathédrale de Plaisance.

## Évêques de Plaisance
- Saint Victor † (? - 375)
- Saint Sabin † (375 - 420)
- Saint Maur † (420 - 449)
- Saint Florian † (449 - 450 ?)
- Majoran † (450 ? - 456)
- Avitus † (456 - 457)
- Placide † (457 - ?)
- Silvain † (? - 503)
- Jean Ier † (503 - 523)
- Seufredo † (523 - 540)
- Siro † (540 - 560)
- Vindemiale † (560 - 590)
- Boniface † (590 - ?)
- Jean II † (? - 609)
- Catarasino, O.S.B. † (609 - 634)
- Donnin † (634 - 648)
- Florian II † (648 - ?)
- Placenzio † (cité 679)
- Jean III † (fin VIIe siècle - début VIIIe siècle)
- Oldoardo (ou Aldoardo) † (716 - 737)
- Thomas Ier, O.S.B. † (737 - 756)
- Desiré † (756 - 773)
- Maur II † (775 - 780)
- Julien † (780 - 809)
- Podon † (809 - 839)
- Seufredo II † (840 - 869)
- Paul Ier † (870 - 889)
- Bernard Ier † (890 - 893)
- Évrard † (893 - 904)
- Guidon Ier † (904 - 940)
- Boson † (940 - 952)
- Sigolfo † (953 - 989)
- Jean IV Filagato, O.S.B. † (989 - 997)
- Sigifredo, O.S.B. † (997 - 1031)
- Pierre Ier † (1031 - 1038)
- Aicardo † (1038 - 1041)
- Yvon † (1041 - 1045)
- Guidon II † (1045 - 1048)
- Dionigi † (1048 - 1077)
- Maurice † (1077 - 1088)
- Saint Bonizon † (1088 - 1089)
- Vindricio † (1091 - 1096)
- Aldo Gabrielli † (1096 - 1118)
- Ardaino † (1118 - 1146)
- Jean V, O.Cist. † (1146 - 1155)
- Ugo Pierleoni † (1155 - 1166)
- Tedaldo, C.R.L. † (1167 - 1192)
- Ardizzone, C.R.S.A. † (1192 - 1199)
- Grimerio della Porta, O.Cist. † (1199 - 1210)
- Saint Folco Scotti † (1210 - 1217)
- Vicedomino Cossadoca Alberico † (1217 - 1236)
- Égide, O.Cist. † (1236 - 1243)
- Alberto Pandoni, O.E.S.A. † (1243 - 1257)
- Filippo Fulgoso † (1257 - 1294)
- Alberigo Visconti † (1295 - 1301)
  - Rainerio † (1301 - 1301)
- Uberto degli Avvocati † (1302 - 1302)
- Ugo Pelosi † (1302 - 1317)
  - Federico Maggi † (1317 - 1323)
- Bernardo Cario † (1323 - 1330 ? )
- Rogerio Caccia † (1338 - 1354)
- Nicolò † (1355 - 1364)
- Jean VI, O.P. † (1364 - 1369)
- Pietro Cocconato † (1369 - 1372)
- Francesco Castiglioni, C.R.L. † (1372 - 1373)
- Uberto Zagno † (1373 - ?)
- Corrado Giorgi, O.S.B. † (1376 - ?)
- Andrea Segazeno, O.E.S.A. † (1381 - 1383)
- Guglielmo Centueri, O.F.M. † (1383 - 1386)
- Pietro Filargo, O.F.M. † (1386 - 1387)
- Pietro Maineri † (1388 - 1404)
- Branda Castiglioni † (1404 - 1409)
- Bartolomeo Caccia, O.P. † (1409 - 1410 o 1411)
- Alessio da Seregno, O.F.M. † (1412 - 1447)
- Nicolò Amidano † (1448 - 1453)
- Giovanni Campesi † (1453 - 1474)
- Michele Marliani † (1475 - 1475)
- Sagramoro Sagramori † (1475 - 1476)
- Fabrizio Marliani † (1476 - 1508)
- Antoine IV Trivulzio † (1508 - 1508 ou 1509)
- Vasino Malabayla † (1509 - 1519)
  - Scaramuccia Trivulzio † (1519 - 1525)) (administrateur apostolique)
- Catalano Trivulzio † (1525 - 1559)
- Giovanni Bernardino Scotti † (1559 - 1568)
- Paolo Burali d'Arezzo, C.R. † (1568 - 1576)
- Tommaso Gigli † (1577 - 1578)
- Filippo Sega † (1578 - 1596)
- Claudio Rangoni (1596 - 1619)
- Giovanni Linati † (1619 - 1627)
- Alessandro Scappi † (1628 - 1650)
- Maffiolo † (? - 1651)
- Giuseppe Zandemaria † (1654 - 1681)
  - Sede vacante (1681-1687)
- Giorgio Barni † (1687 - 1731)
- Gherardo Zandemaria † (1731 - 1747)
- Pietro Cristiani † (1748 - 1765)
- Alessandro Pisani † (1766 - 1783)
- Gregorio Cerati † (1783 - 1807)
- Étienne André François de Paule Fallot de Beaumont de Beaupré † (1807 - 1817)
- Carlo Scribani Rossi † (1817 - 1823)
- Lodovico Loschi † (1824 - 1836)
- Luigi Sanvitale † (1836 - 1848)
- Antonio Ranza † (1849 - 1875)
- Bienheureux Jean-Baptiste Scalabrini † (1875 - 1905)
- Giovanni Maria Pellizzari † (1905 - 1920)
- Ersilio Menzani † (1920 - 1961)
- Umberto Malchiodi † (1961 - 1969)
- Enrico Manfredini (it) † (1969 - 1983)
- Antonio Mazza † (1983 - 1989)

## Évêques de Plaisance-Bobbio
- Antonio Mazza † (1989 - 1994)
- Luciano Monari (1995 - 2007)
- Gianni Ambrosio (2007 - 2020)
- Adriano Cevolotto (it) (depuis 2020)